# Деттингенское сражение
Деттингенское сражение (нем. Schlacht bei Dettingen) — битва, состоявшаяся 27 июня 1743 года возле селения Деттинген (нем. Dettingen), ныне Карлштайн-на-Майне, в баварской провинции Нижняя Франкония, в ходе войны за австрийское наследство между союзной, или так называемой «прагматической армией» (австрийцы, англичане, ганноверцы), под командованием британского короля Георга II и французской армией маршала Ноайля; завершившаяся победой англичан и имперцев над французами.
Возглавлявший англо-ганноверско-австрийские войска Георг II выдвинулся из Австрийских Нидерландов к реке Майн. Был атакован численно превосходящей французской армией, которой командовал маршал Ноайль, но сумел отразить атаку и отбросить французов назад, за реку, продолжая преследовать их до реки Рейн. Для истории Георг II навсегда остался последним правящим британским монархом, который командовал войсками на поле битвы.

## История
Англия, с целью ослабить влияние Франции, решила принять более деятельное участие в этой войне. Так называемая Прагматическая армия, под командованием английского короля Георга II, сформированная во Фландрии (австрийцы, англичане, ганноверцы), была выдвинута к Майну на соединение с главной австрийской армией, которая направлялась через Баварию. 19 июня 1743 года Прагматическая армия в составе 42 батальонов и 71 эскадрона (40-44 тысяч) прибыла к Ашаффенбургу.
Французская армия маршала Ноаля (69 батальонов и 68 эскадронов, около 70 тысяч) перешла Рейн и 19 июня стала лагерем на левом берегу Майна у города Штокштадта, западнее Ашаффенбурга. Французы заперли выше и ниже Ашаффенбурга дороги по правому берегу Майна и, таким образом, отрезали королю связь с его главными магазинами в Ганау.
27 июня король решил пробиться в Ганау. Ноаль, который своевременно узнал о движении, приказал: 5 пехотным и 2 кавалерийским бригадам, под командованием герцога Грамона, переправиться через Майн у Зелигенштадта и занять позицию у Деттингена, прикрытую с фронта болотистым ручьем, а 3-м бригадам через Ашаффенбург зайти в тыл королю; сам же Ноаль с остальными 5-ю бригадами двинулся к Зелигенштадту.
Около 9 часов утра передовые войска союзников вступили в бой. Грамон, предполагая, что союзники начали отступление к югу, и думая, что перед ним находится только арьергард, сам начал переходить через ручей по мосту у Деттингена, но в это время из леса южнее Деттингена двинулись главные силы союзников. Грамон был вынужден бросить в бой все силы, которые, хотя и не могли продвинуться вперед, тем не менее задержали Прагматическую армию.
Подошедший маршал Ноаль приказал ввести в бой около часа дня ещё три свежие бригады, однако, решающего влияния они на ход боя не оказали; союзники твердо удерживали позиции. Ноаль, предвидя, что не добьется благоприятного оборота боя, приказал отступать на Зелигенштадт.
Этот упорный бой стоил: союзникам 3 тысячи человек, а французам 2700 человек.
Сражение, правильно задуманное и хорошо стратегически выполненное, не удалось, благодаря разбрасыванию сил и увлечению одновременным достижением второстепенной задачи (отправка 3 бригад к Ашаффенбургу).